# 林枝木
林枝木（1930年—2003年11月22日），臺灣南投縣草屯鎮人，懸索橋建造師，有「臺灣吊橋大王」之稱。

## 生涯

### 學習建橋
林枝木為1930年次，生於今日的南投縣草屯鎮平林里，南投草屯公學校畢業時考取大阪的中學，因日本戰敗加上家貧放棄留學，便在十八歲時跟隨黃石英與林萬科學習建造吊橋 。
1948年，身為學徒的林枝木受雇在草屯貓羅溪建造他生平首座的平林吊橋，次年受雇於許阿水在桃園縣復興鄉大漢溪搭吊橋。林枝木需在半空中與另一人同時跨坐置在兩條粗鋼索上的橫向木板，用臀部前後挪移以放下一根根鋼索，再降下到鋼索底端依序綁上橫向鋼板、縱向鋼條及橫向橋板。大漢溪谷高度，他記得光是菸掉下去，要飄到溪谷底就得等上好一段時間。
在學徒三年六個月後，林枝木出師，獨自承包信義鄉的神木吊橋。林枝木等人建吊橋的施工期，大約是每年10月到翌年3月非雨季時。吊橋處多在偏遠之處，如梨山的佳陽吊橋，需拔山涉水三天兩夜才能到。若地勢不太險惡，一百公尺長的小型吊橋約需技術工六人，小工九人，五十個工作天完成。林枝木身為工頭，常得身先士卒領工人扛器材及補給上山，往往一待就是幾個星期與野蚊為伴。臨時工寮有草棚、塑膠帳棚、鐵皮屋、防空洞。
林枝木說建吊橋最困難的是吊橋最上端那條兩端拉高、中間下垂而呈現弧線的母線。上千公斤的母線是先由工人綁在身上，游到對岸後，將母線架在基柱頂端，然後用雙手一寸一寸將母線拉到應有高度。在沒有捲揚機的年代，工人一不小心，原本已捲好的粗鋼線就會像脫疆野馬般的「回打」。林枝木有三位徒弟，就是因此身亡。
危險僅次於架設吊索工作的是橋板舖好後，師傅在橋下安置「颱風線」。築橋生涯裡，林枝木曾親眼目睹兩名工人失足死亡。
林枝木最津津樂道的是位於復興鄉的復興吊橋。1959年，為趕著讓蔣中正總統到角板山行館，林枝木與夥伴王水枝等工人需晚上六點至九點也要施工。
後來建巴陵吊橋時，需大卡車藉重量壓底橋面來方便敲擊鎖緊巨大螺絲，也模擬戰車駛過橋面的承載力。林枝木說這次數度蒙總統垂詢進度與加油打氣，他卻緊張得話都講不出來。
在此橋建成後，出師七、八年的林枝木在同行嶄露頭角，該年陸續接下花蓮縣太魯閣的吊橋。

### 家人同隨
林枝木妻子林杏為1931年出生於南投市營盤口，二十歲時結婚而生兩男兩女，日後除負責料理工人的三餐外，還得帶著兒女跟著「逐吊橋而居」。白天父母上工時，兒子林金田便和其姐林秀美就採去野菜、收柴。因子女在工地沒有幼稚園可上，林枝木就會拿著樹枝，在沙地教小孩寫字。林枝木在花蓮工作一年時，長女林秀美只得就地念小學一年級，長子林金田甚至拖兩年才回家鄉上小學。
在建太魯閣的寧安吊橋時遇到1959年八七水災，林枝木帶著妻小離開暫居的防空洞緊急撤出，結果一出，瞬間就山崩。林枝木的家還因此水患，遷移到草屯鎮復興里。住宅曾幫外人拿去抵押借款，房子還兩度被拍賣。
林金田說，兒女想到父親經常要冒生命危險，就會惕厲自己的行為。林枝木也經常向子女提起希望找到傳人，但兩兒子都沒有意願在空中賣命。如林金田在念台中一中時，父親希望他考土木系來繼承衣缽，但他選擇文組。之後，林金田於大學暑假期間，就和弟弟一起到父親的吊橋工地協助監工、清點施工建材等，曾在南投縣靜觀部落住了一個半月。

### 吊橋大王
林枝木於1965年建立的草屯雙十吊橋，日後被水利署中區水資源局局長陳弘凷稱讚非常專業，有的橋墩甚至達到河床下十二公尺，且橋面高度設計符合採八七水災高度加上的安全值。
1970年，林枝木取得營造業執照，本來可轉行蓋房子，但堅持作老本行。他自詡建橋人是開發山野的「先鋒部隊」，造橋是為子孫做功德，每逢吊橋落成典禮便是意氣風發之際。林枝木雖不在築成的吊橋題名留字，但因吊橋數量多，名氣逐漸傳開，建築界譽為「吊橋大王」。林家客廳掛著「精工細作」、「建橋聖手」、「高藝永芳」等匾額，代表著各地民眾的謝意。因熱心公務，1973年他當選復興里長，連任四屆。
林枝木作過最長的是四百廿公尺但已拆除的石岡吊橋，落差最大的是雲龍吊橋。林金田認為父親所建造較出名的是新北烏來吊橋、桃園巴陵吊橋、臺中青山吊橋、南投廬山吊橋與草屯雙十吊橋、花蓮太魯閣吊橋、臺東初鹿吊橋與鹿鳴吊橋、臺南曾文水庫吊橋、屏東三地門的吊橋，也因此博得「臺灣吊橋大王」之名。
林枝木的學徒累積達有百餘人，僅是草屯北勢里就有二十餘位。如草屯人王水枝就從十六歲作到七十多歲還在工作，連兒子王德安與王鎮祿、孫子王伯傑都從事吊橋，家族早年跟林枝木跑遍全臺灣。嘉義縣竹崎鄉親水公園的竹崎觀景吊橋，是中學時就跟著林枝木的林咨濱所作。
隨著時代變遷，吊橋從實用性質變成娛樂，客戶也慢慢從地方政府轉變成遊樂區、森林公園等。1993年6月，在曾慶豐建築師受縣府負責下，林枝木在彰化市翻新華陽吊橋。次年12月，林枝木在草屯維修臺灣現存最長的雙十吊橋。該年代，林枝木還是草屯龍德廟主委，負責復興里、碧峰里、碧洲里、上林里的建醮活動。

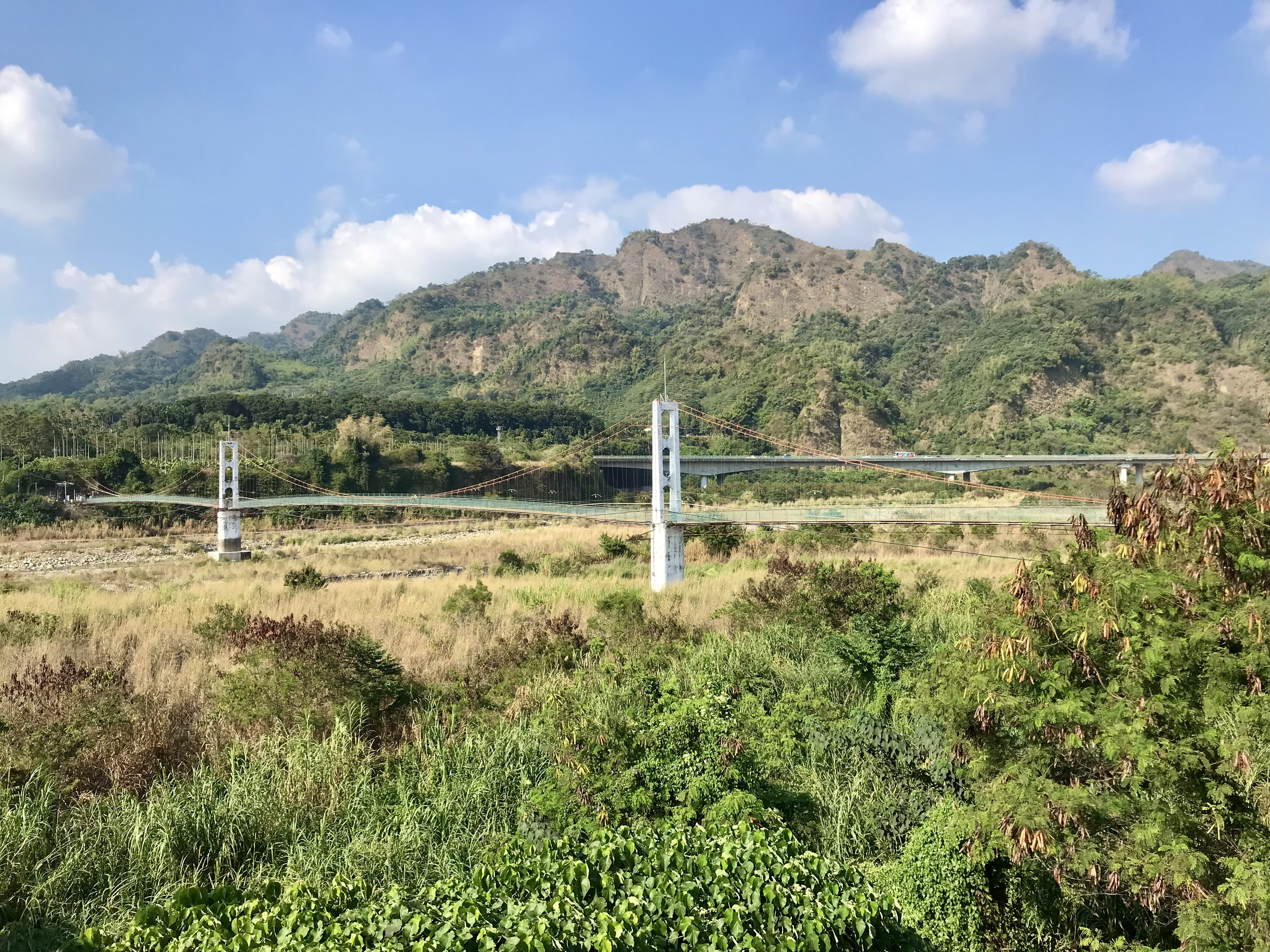
草屯雙十吊橋

### 中風退休
1999年4月28日，林枝木在家中風。當時他本想病一個月就會好，便能去臺北縣新店市重建碧潭吊橋，卻事與願違。林金田說父親對自己的作品十分得意，即使中風，仍要求家人帶他去看雙十吊橋、華陽吊橋。次年大年初二，半身不遂的林枝木在林金田陪伴下去看華陽吊橋時，一時嚎啕大哭。生病期間，林枝木擔心建橋技術失傳，口述給林金田，成冊為《台灣的吊橋》一書付梓。
林枝木在2003年11月再度中風，22日晚以七十四歲之齡去世。告別式時，家人安排弔祭者走過枕木造吊橋。辭世之時報導，臺灣兩百九十五座吊橋，三分之二出自林枝木之手。

## 身後

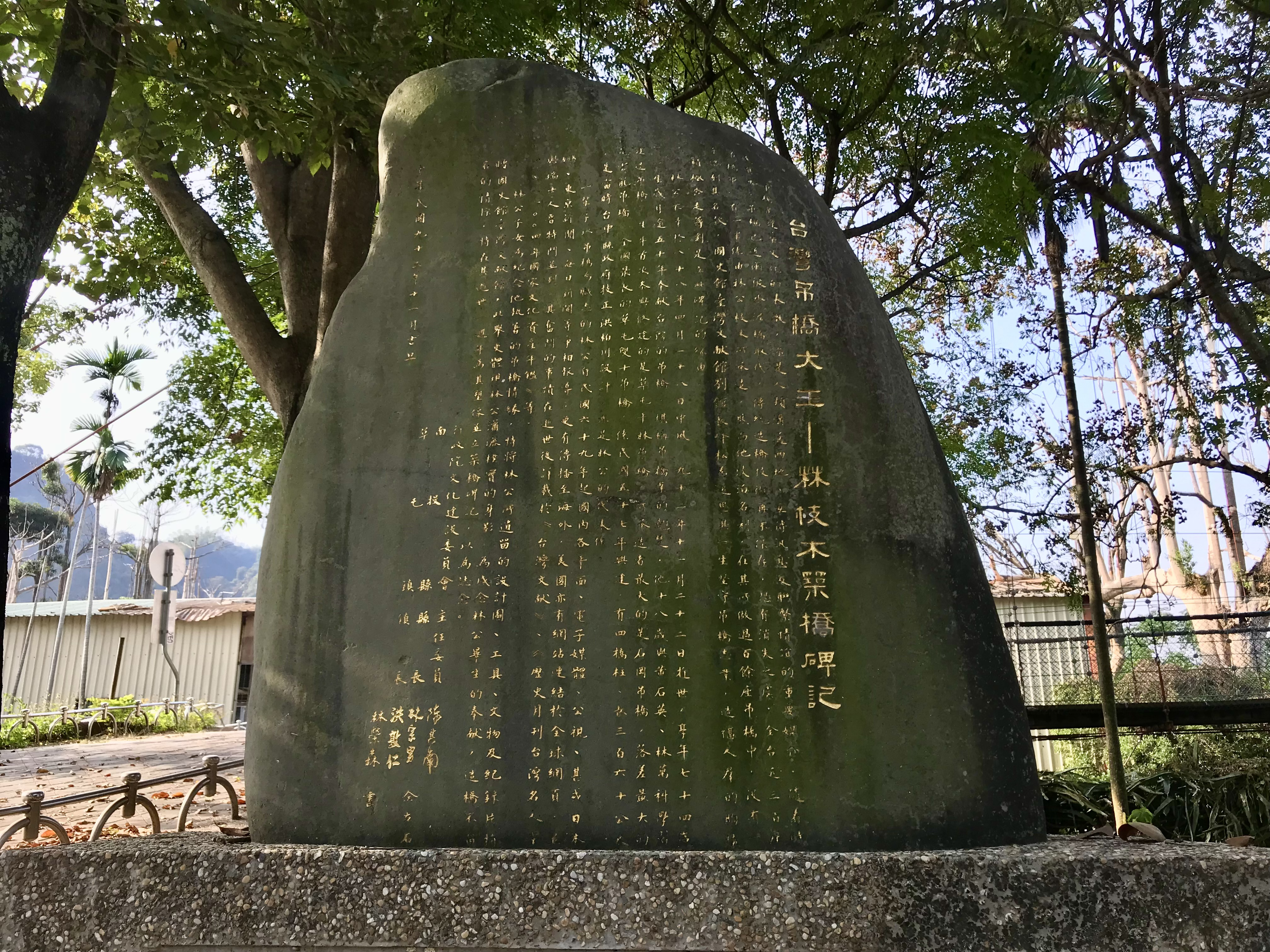
林枝木築橋碑

就讀樹德科技大學建築與古蹟維護系的外孫黃冠乾，曾與家人商議將閒置的故居改裝為吊橋文物館。後來，告別式展出的林枝木造橋工具、手繪設計圖、合約書、照片等一百八十二件文物，贈給國史館台灣文獻館。
國史館台灣文獻館館長劉峰松為感謝林枝木，在雙十吊橋平林里端設立紀念浮雕、雙冬里端設立紀念石碑。2004年11月22日，林枝木逝世一周年揭幕時，林金田以現職台灣文獻館副館長身分帶母親出席。林枝木身前的工作夥伴林東榮、林耀期、許仁生、白聰輝、黃炎田也參加。當日中午，眾人吃起大鍋菜，以紀念林枝木在山中造橋的景況。
2005年8月10日，彰化縣政府於華陽吊橋立下林枝木築華陽吊橋碑。次年1月2日，林金田在父親生前就醫的草屯佑民醫院舉行畫展，三十幅作品為林金田將父親所作吊橋入畫。孫子林仲彥一次去內灣老街旅行時，走過內灣吊橋才意識到這是祖父建的橋，便開始以空拍機拍攝祖父所建的吊橋，並上傳於YouTube。